# Přebor Středočeského kraje 2008/2009
Přebor Středočeského kraje (jednu ze skupin 5. fotbalové ligy) hrálo v sezóně 2008/2009 16 klubů. Vítězem se stalo mužstvo TJ Slavoj Řevnice.

## Systém soutěže
Kluby se střetly v soutěži každý s každým dvoukolovým systémem podzim–jaro, hrály tedy 30 kol.

## Nové týmy v sezoně 2008/09
- Z Divize B sestoupilo mužstvo TJ Sokol Libiš.
- Z Divize C sestoupilo mužstvo FK Dobrovice.
- Z I. A třídy postoupila mužstva TJ Slavoj Řevnice (vítěz skupiny A), TJ Slovan Velvary (2. místo ve skupině A), FC Graffin Vlašim B (vítěz skupiny B) a SK Benátky nad Jizerou (2. místo ve skupině B).

## Výsledná tabulka
| Poř. | Tým                      | Z  | V  | R | P  | VG | OG | B  |
| ---- | ------------------------ | -- | -- | - | -- | -- | -- | -- |
| 1.   | TJ Slavoj Řevnice        | 30 | 21 | 4 | 5  | 78 | 35 | 67 |
| 2.   | FK Dobrovice             | 30 | 20 | 3 | 7  | 65 | 38 | 63 |
| 3.   | FC Graffin Vlašim B      | 30 | 18 | 5 | 7  | 69 | 32 | 59 |
| 4.   | TJ Sokol Libiš           | 30 | 19 | 1 | 10 | 58 | 44 | 58 |
| 5.   | FK Litol                 | 30 | 15 | 6 | 9  | 59 | 60 | 51 |
| 6.   | TJ Sokol Zápy            | 30 | 12 | 8 | 10 | 54 | 49 | 44 |
| 7.   | AFK Sokol Semice         | 30 | 13 | 4 | 13 | 51 | 62 | 43 |
| 8.   | SK Benátky nad Jizerou   | 30 | 12 | 5 | 13 | 51 | 48 | 41 |
| 9.   | SK Polaban Nymburk       | 30 | 11 | 6 | 13 | 48 | 58 | 39 |
| 10.  | SK Úvaly                 | 30 | 11 | 5 | 14 | 45 | 49 | 38 |
| 11.  | Český lev-Union Beroun   | 30 | 10 | 7 | 13 | 53 | 59 | 37 |
| 12.  | TJ Slovan Velvary        | 30 | 10 | 3 | 17 | 45 | 62 | 33 |
| 13.  | Sokol Nové Strašecí      | 30 | 9  | 5 | 16 | 42 | 51 | 32 |
| 14.  | FK Slavoj Stará Boleslav | 30 | 9  | 2 | 19 | 47 | 66 | 29 |
| 15.  | SK Spartak Příbram       | 30 | 7  | 4 | 19 | 41 | 67 | 25 |
| 16.  | SK Černolice             | 30 | 6  | 6 | 18 | 38 | 64 | 24 |

Poznámky:
- Z = Odehrané zápasy; V = Vítězství; R = Remízy; P = Prohry; VG = Vstřelené góly; OG = Obdržené góly; B = Body
- TJ Slovan Velvary odstoupil z Přebor Středočeského kraje do I. B třída Středočeského kraje.

|  | Postup do příslušné Divize (A, B nebo C) |
|  | Sestup do příslušné I. A třídy           |